# Buchans
Buchans est une ville située sur l'île de Terre-Neuve dans la province de Terre-Neuve-et-Labrador au Canada. La population y était de 761 en 2006.

## Économie
En mars 2022, le gouvernement de Terre-Neuve-et-Labrador approuve un projet de mine d’or évalué à 662 millions de dollars au sud de Buchans, près du lac Red Indian.

## Annexe